# Zierbeek
Zierbeek är ett vattendrag i Belgien.   Det ligger i provinsen Hainaut och regionen Vallonien, i den centrala delen av landet, 10 km väster om huvudstaden Bryssel.
Trakten runt Zierbeek består till största delen av jordbruksmark. Runt Zierbeek är det tätbefolkat, med 762 invånare per kvadratkilometer.